# ایستگاه هیسای
ایستگاه هیسای ((به ژاپنی: 久居駅, Hisai-eki)) ایستگاه قطار مسافربری واقع در شهر تسو، میه، استان میه، ژاپن، که توسط اپراتور خصوصی راه‌آهن راه‌آهن کینتتسو اداره می‌شود.
مجسمه برنزی سگ وفادار هاچیکو و صاحبش هیده‌سابورو اوئنو در خروجی شرقی ایستگاه نصب شده است. اوئنو اهل هونمورا، ناحیه ایشی (هیسایموتو-چوی کنونی، شهر تسو، میه) بود.